# آرامگاه آخوند ملا
مقبره آخوند ملا مربوط به دوره صفوی است و در قزوین، خیابان مولوی، محله آخوند واقع شده و این اثر در تاریخ ۲۵ اسفند ۱۳۷۸ با شمارهٔ ثبت ۲۶۴۶ به‌عنوان یکی از آثار ملی ایران به ثبت رسیده است.